# Abdalaati Iguider
Abdalaati Iguider (* 25. března 1987, Errachidia) je marocký atlet, běžec, který se věnuje středním tratím. Jeho specializací je běh na 1500 metrů.

## Kariéra
První úspěch na mezinárodní scéně zaznamenal v roce 2004 na mistrovství světa juniorů v Grossetu, kde získal zlatou medaili. O dva roky později na témž šampionátu v Pekingu si doběhl pro stříbro. V roce 2008 reprezentoval na etních olympijských hrách v Pekingu, kde ve finále skončil pátý. Na středomořských hrách 2009 v italském městě Pescara získal bronzovou medaili. V témže roce se umístil na mistrovství světa v Berlíně na jedenáctém místě.
V roce 2010 se stal v katarském Dauhá halovým vicemistrem světa. Trať ve finále zaběhl v čase 3:41,96 a prohrál jen s Etiopanem Deresse Mekonnenem, který byl o deset setin rychlejší a obhájil titul z předchozího šampionátu ve Valencii. Na následujícím halovém MS 2012 v Istanbulu již vybojoval časem 3:45,21 titul halového mistra světa. Na Letních olympijských hrách 2012 v Londýně vybojoval časem 3:35,13 bronzovou medaili.